# Беван, Роберт
Роберт Полхилл Беван (англ. Robert Polhill Bevan; 5 августа 1865, Хов, Восточный Суссекс — 8 июля 1925, Лондон) — английский художник.

## Жизнь и творчество
Роберт Беван родился в старинной квакерской семье, ведшей своё происхождение от Иестина ап Гурганта (1045—1093), последнего короля независимого Уэльса. В 1888 году Беван поступает в вестминстерскую Школу искусств, затем учится в Париже, в Академии Жюлиана, одновременно с Полем Серюзье, Пьером Боннаром, Жаном-Эдуаром Вюйаром и Морисом Дени. В 1890 году Беван, вместе с художником Эриком Форбс-Робертсоном, едет в Бретань, в Понт-Авен, где находилась колония художников. Вторично посещает Бретань он перед своим путешествием в Марокко через Мадрид (в последнем Беван собирался «по первоисточникам» изучать живопись Веласкеса и Гойи). В 1893 году художник вновь приезжает в Понт-Авен. Здесь у него завязываются дружеские отношения с Гогеном; художник находится под влиянием живописи Ван Гога, Ренуара и зародившегося здесь синтетизма и входит в состав художников школы Понт-Авена.
В 1894 году Роберт Беван возвращается а Англию и селится в Эксмуре, где занимается живописью и охотой. В 1897 году он знакомится с польской художницей Станиславой Карловской, и в конце того же года в Варшаве вступает с ней в брак. В 1900 семья Беван переезжает в Лондон. В 1901, 1903 и 1904 годах они проводят летние сезоны в Польше, где много рисуют. Под влиянием Гогена Роберт Беван в 1904 подключается к движению фовистов. Первая персональная выставка художника состоялась в 1905 году; в 1908 — вторая, в Суссексе. На ней были представлены первые полотна Бевана, написанные в стилях дивизионизма и пуантилизма. В том же году Беван экспонирует 5 своих картин на выставке прогрессивных художников, близких к французскому Салону Независимых, в лондонском Альберт-Холле (во второй такой выставке в 1909 принимал участие В.Кандинский). Вместе с художниками Гарольдом Гилманом и Спенсером Гором, Роберт Беван вступает в группу Фицрой-Стрит, основанную Уолтером Сикертом. Был членом Лондонской группы художников. В 1911 году Бевин становится членом группы Кэмден Таун. Годы Первой мировой войны художник провёл в Польше и в Суссексе. В 1922 становится членом Нового английского художественного клуба (NEAC). Последние годы своей жизни художник провёл в сельской местности Девоншира. Умер от рака.
Роберт Беван писал свои картины как правило летом; в первую очередь это пейзажи, портреты, изображения животных (лошадей). Многие годы он занимался также литографией.

## Галерея
- Автопортрет (1914)
- Стоянка кэбов ночью, 1909-10
- The Meet, 1898
- Found, 1898
- Портрет жены художника, 1898
- Вечер в Кульм Вэллери, 1912
- Два моста, 1912
- Дом на Камберленд Маркет, 1914
- Шляпка с перьями, 1915
- Уличная сценка в парке Бельсиза, 1917
- Сын художника, 1918
- Домик в Девоне, 1920
- Маунт Стефен, 1924
- Торговля лошадьми в Барбикане, 1912
- Кобыла с жеребёнком, 1917